# Leucodistrofia metacromática
A leucodistrofia metacromática (LDM) é uma grande doença genética e hereditária originada num gene autossômico recessivo e causada pela deficiência da enzima arilsulfatase A, responsável pela degradação de lipídios (gorduras). A não-degradação destes lipídios, leva a um acúmulo excessivo de sulfatídios, ocasionando a destruição rápida e progressiva do sistema nervoso.
A LDM pertence a um grupo de doenças conhecidas como erros inatos do metabolismo.
Ela afeta principalmente crianças do 1° ao 4° ano de vida . Há casos em que a doença se manifesta na vida adulta. Antes do aparecimento dos sintomas o indivíduo apresenta desenvolvimento das funções neurológicas completamente normal.

## Apresentação
Após as primeiras manifestações clínicas o quadro evolui rapidamente com a perda da capacidade de andar, sentar, falar, engolir, respirar sem auxílio de aparelhos, ouvir e enxergar.
Até o momento não existe tratamento e a doença evolui inexoravelmente para o óbito. Uma dieta sem gordura não impede a evolução da doença, pois como as gorduras estão relacionadas com as funções vitais do organismo, mesmo quando ela não é ingerida, ocorre a biossíntese, ou seja, a produção da gordura pelo próprio organismo.
A literatura médica mundial menciona uma incidência de 1:40.000 nascidos.